# Базилика Святого Панкратия (Флоренция)
Церковь Святого Панкратия (итал. La Chiesa di San Pancrazio) — здание бывшей церкви Сан-Панкрацио, освящённой в память Святого Панкратия Римского, раннехристианского мученика, пострадавшего в Риме во время великого гонения при императоре Диоклетиане. Здание расположено на одноимённой площади во Флоренции, на виа делла Спада, позади Палаццо Ручеллаи. Ныне в нём находится музей итальянского скульптора Марино Марини.

## История церкви
О раннехристианской церкви на этом месте известно с 931 года. Соседний монастырь был основан бенедиктинскими монахинями Сант-Иларио в 1157 году. По словам средневекового хрониста Джованни Виллани, он был основан Карлом Великим. Позднее был передан доминиканцам, а затем перешёл к валломброзианам (ответвлению бенедиктинского ордена), которые были переведены сюда в 1230 году папой Александром IV и оставались там до 1808 года, когда монастырь был упразднён.
Начиная с XIV века были предприняты важные работы по обновлению и расширению церкви, строительству нового монастыря (1447—1456) с помещениями для монахов. В монастыре находится фреска Нери ди Бичи, изображающая Святого Иоанна Гуальберта и других святых ордена Валломброза. В 1754 году церковь была радикально преобразована архитектором Джузеппе Руджери, который демонтировал многие прежние украшения и убрал многочисленные захоронения знатных семей и горожан.

## Капелла Ручеллаи, или Капелла дель Санто Сеполькро
Около 1465 года Джованни ди Паоло Ручеллаи (1403—1481), писатель-гуманист, представитель знатной флорентийской семьи, поручил выдающемуся архитектору Леону Баттиста Альберти оформить небольшую семейную капеллу рядом с церковью, завершённую в 1467 году. Джорджо Вазари писал об этом в 1568 году: 

Для тех же Ручеллаи Леон-Баттиста в церкви Сан Бранкаччо сделал в этой манере капеллу, в которой большие архитравы покоятся на двух колоннах и двух столбах, причем он пробил внизу церковную стену, — решение трудное, но прочное; посему это одно из лучших произведений названного архитектора. Посреди этой капеллы находится прекрасно сделанная овальная и продолговатая мраморная гробница, подобная, как гласит надпись на ней, гробу Иисуса Христа в Иерусалиме».
Сооружение, созданное Альберти, получило название «Капелла дель Санто Сеполькро» (Cappella del Santo Sepolcro) — Капелла Святой Гробницы, в которой установлен небольшой шедевр: уменьшённая модель Храма Гроба Господня, воспроизводящая (весьма вольно) кувуклию Гроба Господня в Иерусалиме.
Капелла расположена в начале северного нефа церкви Сан-Панкрацио. Модель кувуклии представляет собой подобие небольшого храма, облицованного снаружи плитами мрамора с цветной, зeлёно-белой, инкрустацией в типично тосканском «инкрустационном стиле». Над всей конструкцией возвышается выкрашенный под мрамор деревянный фонарь с небольшим куполом. Он похож на завершение Старой сакристии Филиппо Брунеллески, но по мнению Р. Краутхаймера восходит к иерусалимской святыне. Внутри миниатюрное сооружение c полукруглым выступом апсиды перекрыто цилиндрическим сводом, который расписан наподобие звёздного неба. В центре установлен каменный саркофаг, в котором покоятся останки Джованни Ручеллаи и членов его семьи. На саркофаге работы Джованни ди Бертино находится скульптурное изображение лежащего Христа.
Надпись на квадратной мраморной панели над входом гласит (в примерном переводе с латинского): «Джованни ди Паоло Ручеллаи, чтобы о его спасении можно было молиться оттуда, где через Христа было достигнуто воскресение всех, построил этот храм в форме гробницы в Иерусалиме 1467 года». Заказчик в программе оформления проявил не только личное религиозное благочестие, но и определил погребальную функцию капеллы. На фризе, опоясывающем сооружение, помещён латинский текст из Евангелия от Марка (Мк 16:6): YHESVM QVERITIS NAZARENUM CRUCIFIXUM SURREXIT NON EST HIC ECCE LOCVS VBI POSVERUNT EVM («Не ужасайтесь. Иисуса ищете Назарянина, распятого; Он воскрес. Его нет здесь. Вот место, где Он был положен».
Стены капеллы внутри украшены фресками, в том числе с изображением воскресшего Христа между двумя ангелами (1467). Росписи приписываются Алессио Бальдовинетти.
- Капелла дель Санто Сеполькро
- Навершие
- Вход в Капеллу
- Свод и фреска «Снятие с креста»
- Caркофаг и фреска А. Бальдовинетти